# Cellula germinale

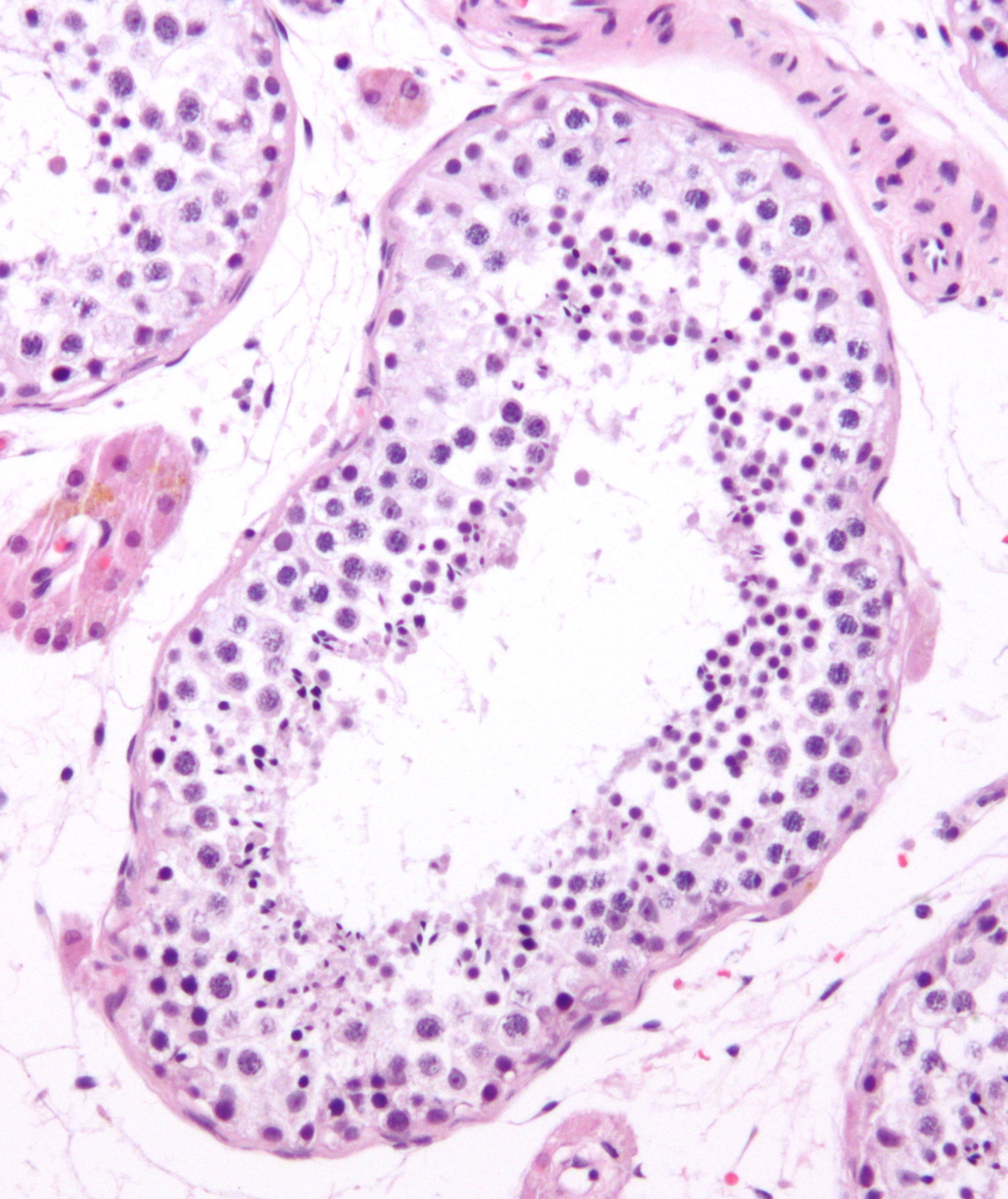
Le cellule germinali maschili sono osservabili, nella loro maturazione, nell'epitelio germinativo del tubulo seminifero del testicolo. Nel lume vengono rilasciati gli spermatozoi, gli elementi cellulari maturi dalle dimensioni più ridotte.

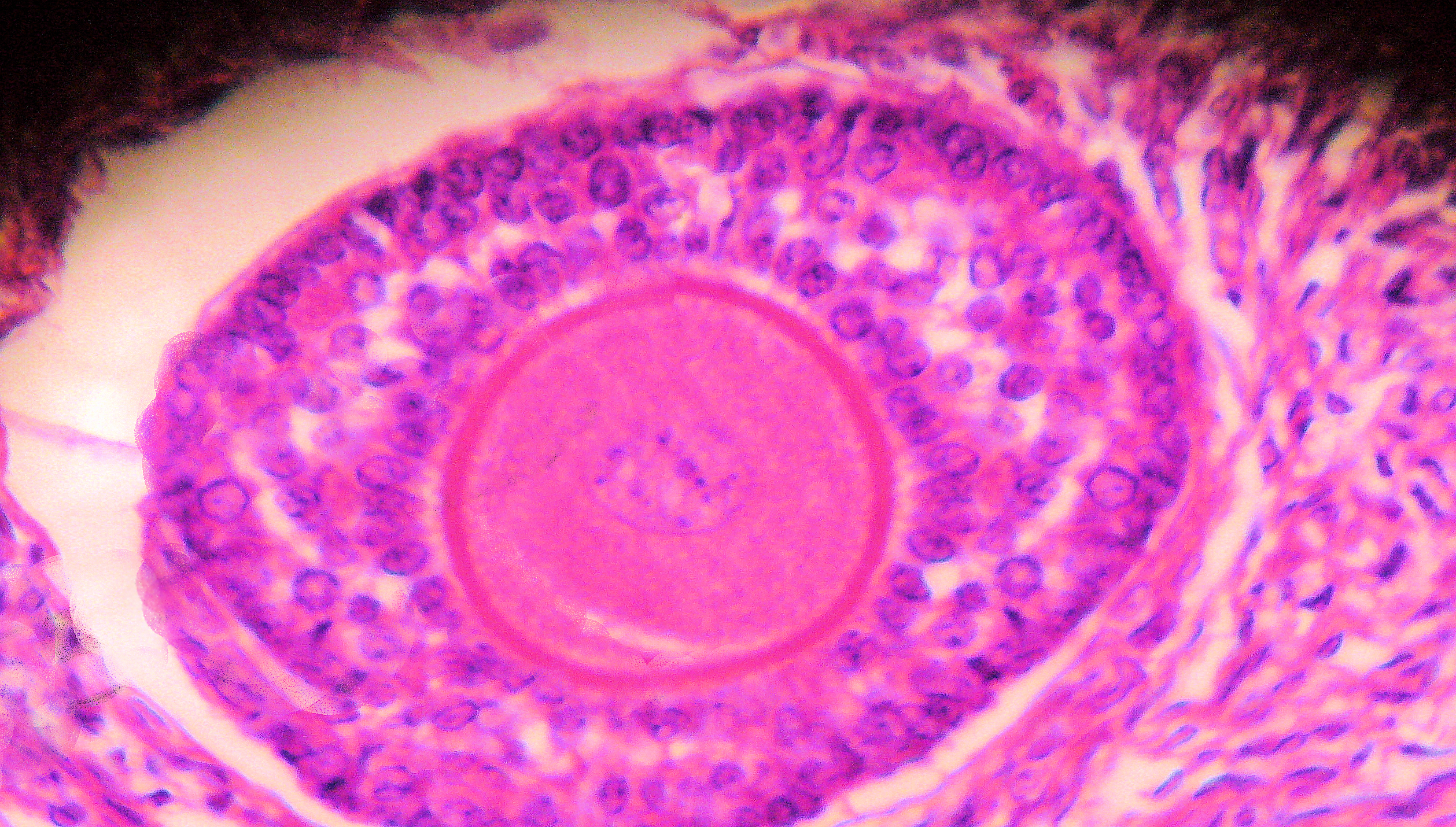
Le cellule germinali femminili, invece, si sviluppano ognuna in un follicolo ovarico proprio, non venendo mai a contatto con l'esterno. In questo preparato (EE) si riconosce al centro della struttura circolare del follicolo la vescicola germinale con la cellula in meiosi.

Negli organismi pluricellulari a riproduzione sessuata, una cellula germinale è una cellula della linea differenziativa che dalle cellule staminali porta alla formazione della cellula gametica aploide matura, destinata al trasferimento del materiale genetico alla prole. Talora dalla definizione si esclude quest'ultima, indicando solo i suoi precursori diploidi immaturi.
Il termine, derivato dal latino germen (col significato di seme, collegato alla radice semantica di "generare"), è utilizzato in contrapposizione a quello di cellula somatica.

## Aspetti generali
La meiosi è il processo di divisione che, a partire da una cellula germinale diploide, genera quattro cellule aploidi, o germinali mature o sessuali o gametiche, con patrimonio genetico dimezzato. Il meccanismo intrinseco della prima divisione meiotica, in anafase I, permette la distribuzione casuale dei cromosomi omologhi indipendentemente dalla loro origine paterna o materna; questo riarrangiamento è rafforzato dalla possibilità del crossing-over, processo che garantisce lo spostamento di alleli materni a un cromatidio paterno omologo e viceversa. Grazie a questi processi, alla fine della seconda divisione meiotica è virtualmente impossibile che le cellule sessuali formatesi risultino uguali. Lo sarebbero con una probabilità di 1:223 (all'incirca 10-7; posto il numero di coppie omologhe dell'uomo) se non si verificasse il crossing-over, che invece consente ai gameti di non essere uguali in coppie.
Le linee germinali, che dunque comprendono sia le cellule sessuali sia i loro precursori, hanno tempi, luoghi e modalità di sviluppo a seconda della specie che si riproduce sessualmente. Le piante generano le loro cellule sessuali secondo criteri distinti rispetto a quelli animali, in cui sussistono comunque esempi di riproduzione asessuata. Va sottolineato che nei regni non animali l'aploidia ha spesso un significato distaccato dai fini riproduttivi, andando a costituire o il normale corredo genico della vita dell'individuo (ciclo vitale aplonte) o una fase con caratteristiche biologiche indipendenti e distinte (ciclo vitale aplodiplonte). È solamente negli organismi diplonti che il corredo diploide caratterizza l'intera linea somatica, da cui ha effettivamente senso distinguere le relativamente poche cellule germinali, le uniche che possono andare incontro a meiosi e generare cellule aploidi pronte a formare un nuovo individuo diploide.
Questo processo, detto sessualità, assicura più facilmente vantaggi evolutivi, garantiti dal maggior tasso di ricombinazione genica fra individui. È però solo negli organismi diplonti che la sessualità è necessariamente accoppiata alla riproduzione (i batteri, ad esempio, non associano lo scambio di pezzi dei loro genomi - parasessualità batterica - alle mitosi che li replicano) e le cellule germinali sono gli elementi chiave che coniugano i due processi.
Le linee germinali sono spesso descritte come immortali, nel senso che due cellule possono generare un organismo nuovo, il quale, a sua volta, è in grado di originare una serie di generazioni successive potenzialmente infinita. Ciò non significa affatto che le stesse cellule germinali siano preservate dai processi apoptotici a cui le somatiche si obbligano in conseguenza a danni irreparabili al materiale genetico, alle altre strutture interne, per semplice programmazione nello sviluppo delle parti dell'organismo, ecc. Le cellule germinali hanno piuttosto motivo di essere sottoposte a una maggiore selezione, per cui si verificano abbondanti eventi apoptotici in ogni ciclo di ovogenesi.
La differenza fra le cellule somatiche e germinali, sotto questo punto di vista, consiste nel meccanismo di preservazione delle porzioni telomeriche dei cromosomi. La telomerasi, che di fatto impedisce il progressivamento accorciamento del DNA delle cellule, segnando l'invecchiamento dell'organismo, è riservata alle cellule germinali e nella linea somatica è presente solo in alcune cellule staminali.
Le mutazioni germinali, a differenza di quelle somatiche che nei loro principali effetti negativi prevedono l'insorgenza del cancro (eventualità possibile anche per le cellule germinali), sono trasmissibili alla prole. L'organismo, pertanto, cerca di sottoporle a una selezione abbastanza stretta, in modo che solo le modificazioni potenzialmente positive per la fitness della prole possano essere trasmesse. Va tuttavia considerato che, negli organismi avanzati a riproduzione sessuata, le mutazioni germinali sono la base scatenante del processo evolutivo.
Esistono casi di mosaicismo in cui le mutazioni, in particolar modo le anomalie cromosomiche, si annidano nelle gonadi restando pressoché assenti negli altri tessuti: ciò le rende notevolmente insidiose, perché si verificano ripetuti aborti spontanei, oppure la prole presenta fenotipi patologici, senza che i genitori evidenzino alcun segno clinico o siano diagnosticabili come portatori.

## Gametogenesi

Distribuzione dei cromosomi di una coppia omologa nello sviluppo della linea germinale nella gametogenesi animale

Modificazioni dello stato di silenziamento epigenetico dei geni dell'imprinting (in particolare le regioni PWS e AS) durante lo sviluppo, somatico e germinale, nei cromosomi paterni (blu) e materni (rossi)

La gametogenesi è il processo a cui sono destinate le cellule germinali per generare cellule sessuali pronte per la riproduzione dell'individuo. Nella femmina si parla di ovogenesi, che da un ovogonio porta a un ovulo e tre globuli polari (almeno nella maggioranza delle cellule che fanno riproduzione sessuata), mentre nel maschio di spermatogenesi, che da uno spermatogonio immaturo forma quattro spermatozoi completi. I due processi sono completamente diversi in tempistiche, modalità ed esiti, per quanto consistano fondamentalmente in divisioni meiotiche inserite nell'ambito di processi differenziativi.
L'avanzamento della gametogenesi nel tempo, negli spazi e nelle modalità maschili o femminili è effettuato dalle cellule somatiche della gonade: studi sul topo e sulla drosofila hanno evidenziato che la cascata di trasduzione del segnale JAK/STAT, diffuso al momento della formazione del testicolo, è sufficiente a far maturare comportamenti "maschili" alle cellule germinali. Altri studi insistono sul ruolo della presenza dell'acido retinoico al riguardo. Tutto ciò evidenzia come la genesi dell'organo che le sostiene influenzi attivamente lo sviluppo delle cellule germinali, tanto quanto, viceversa, la loro presenza sia necessaria alla gonade, dando avvio all'evoluzione dallo stato dei cordoni sessuali.
La gametogenesi si presenta come l'unico evento meiotico possibile negli organismi diplonti. Dal punto di vista genetico il suo fine è quello di garantire il maggior assortimento possibile degli alleli dei numerosi geni: se il meccanismo intrinseco della meiosi I facilita il compito per quanto riguarda la suddivisione dei singoli cromosomi, distribuiti indifferentemente dalla loro origine materna o paterna a ciascuno dei gametociti (ovociti o spermatociti) secondari, più difficile teoricamente diventa ricombinare gli alleli compresi nei cromosomi omologhi stessi. Deputato a questa funzione è il processo del crossing-over: durante la profase I i cromatidi adiacenti dei due cromosomi omologhi affiancati si scambiano porzioni di DNA equivalenti di dimensioni, seppure in punti differenti e di entità casuale, per la singola coppia, in ogni evento del genere. Alla meiosi II (formalmente una divisione mitotica non preceduta da replicazione del DNA), i cromatidi fratelli risultano leggermente diversi, per cui le cellule sessuali che si formano sono simili, ma non equivalenti, in coppie, per quanto riguarda il materiale genetico.
Non di minore rilevanza sono gli eventi epigenetici (ossia le modificazioni chimiche del DNA che non coinvolgono la sequenza nucleotidica, ma il silenziamento di determinate sue regioni che diventano inattive ai fini della trascrizione): essi mirano, in questo momento, a resettare il cosiddetto imprinting delle cellule germinali, i cui cromosomi così perdono l'identità paterna o materna che si evidenzia nel silenziamento/metilazione di solo uno dei due alleli, a seconda della derivazione parentale, relativi a una cinquantina di geni sottoposti a questo tipo di controllo. Ad esempio, nelle cellule germinali primordiali, così come nella linea somatica, fisiologicamente nel cromosoma 15 di origine paterna è espressa la regione PWS (contiene parecchi alleli di geni come NDN) e silenziata la regione AS (contiene il solo allele di UBE3A), mentre in quello materno i geni di PWS sono silenziati e AS è espressa.
Nella gametogenesi questa demarcazione prima è annullata, poi impostata in modo tale che tutte e quattro le cellule sessuali aploidi presentino silenziamenti uguali negli stessi alleli, a seconda del sesso dell'individuo e indipendentemente dal fatto che abbiano ricevuto un cromosoma paterno o materno. Tutti gli spermatozoi avranno l'allele di AS metilato, mentre tutti gli ovociti PWS, cosicché al momento della fecondazione l'embrione possegga un imprinting corretto. Le modificazioni epigenetiche ai geni dell'imprinting (quali le regioni PWS e AS) avvengono solo nella gametogenesi, mentre il loro stato di silenziamento/metilazione (quindi identità paterna o materna) è rispettato alla fecondazione, momento in cui viene annullata la maggioranza delle modificazioni degli epigenomi portati da spermatozoo e ovocita. Nei geni non soggetti a imprinting le modificazioni epigenetiche, ovverosia le metilazioni al DNA, crescono numericamente man mano che le cellule germinali primordiali diventano cellule gametiche, così come avviene in tutti i processi differenziativi anche della linea somatica.
Le gonadi sono gli organi che sostengono e proteggono le cellule germinali sia che si impegnino nei processi differenziativi, sia che si dividano per mantenere la popolazione di cellule germinali staminali. Il tutto avviene secondo stimolazione ormonale, sia proveniente dall'organo stesso, sia da ghiandole esterne alla gonade stessa. Nei mammiferi il differenziamento nelle gonadi nelle strutture ovariche o testicolari primitive è segnato proprio dall'invasione delle creste gonadiche primitive delle cellule germinali primordiali (PGC) e dipende, ovviamente dalla coppia di cromosomi sessuali dell'individuo. Un embrione maschio dirige le cellule nella futura midollare del proto-testicolo, un embrione femmina nella regione corticale.

## Nell'uomo
La linea germinale compare con evidenza nello sviluppo dell'embrione umano già nel corso della terza settimana; tuttavia le cellule, localizzate nel sacco vitellino e nell'allantoide, avevano acquisito l'identità di cellule germinali primordiali (comunemente dette PGC) già allo stato embrionale a doppio foglietto, nell'epiblasto, attorno al settimo giorno dopo la fecondazione. La loro comparsa è riconducibile all'esposizione a fattori di crescita extraembrionali della famiglia delle BMP e alla successiva espressione di un gene detto Blimp-1: questo comporta l'inibizione dei fattori differenziativi tipici della linea somatica, al pari del mantenimento dell'espressione di geni quali Sox-2, Oct-4 e Nanog. Questi ultimi mantengono il genoma plastico e in grado di generare un altro un nuovo zigote totipotente, a partire da ovociti e spermatozoi che sono, al contrario, altamente differenziati. Sempre dal punto di vista dell'espressione genica, la RNA elicasi VASA è presente costitutivamente solo nelle cellule germinali, dalle PGC ai gameti, e non nelle somatiche, rappresentando un ottimo marcatore molecolare delle prime. Anche il differenziamento delle cellule germinali, come quello delle somatiche, comporta un aumento delle modificazioni epigenetiche in senso di metilazione del DNA e di condensazione cromatinica: questi processi permettono alle cellule sessuali di essere altamente specializzate, basti pensare alla morfologia dello spermatozoo.
Le cellule germinali primordiali proliferano e migrano verso le creste gonadiche che si formano lungo la splancnopleura (quinta settimana), il mesoderma situato attorno all'intestino primitivo, dove vengono inglobate, formando i primi abbozzi delle gonadi. Mentre il corredo cromosomico dell'embrione determina lo sviluppo del testicolo o dell'ovaia, con conseguente spostamento delle PCG verso la zona midollare o corticale, le cellule germinali sono in piena fase proliferativa, che si arresta, in entrambi i sessi, attorno al quinto mese (periodo fetale). Importante è il numero di ovogoni definitivo della femmina, compreso in questo periodo fra i 5 e i 7 milioni, perché d'ora in poi non se ne potranno più formare. Gli spermatogoni maschili entrano in quiescenza fino alla pubertà, quando potranno sia produrre spermatozoi per meiosi, dallo stato di spermatociti primari, sia mantenere costante il loro numero per mitosi non differenziativa. Oltre alla già citata cascata JAK/STAT, differenti studi hanno accertato come il comportamento, diverso in base al sesso, delle cellule germinali sia riconducibile alle concentrazioni gonadiche di acido retinoico, specialmente in fase di sviluppo embrionale. Gli effetti riconosciuti sono la differente entrata in meiosi (embrionale nella femmina, puberale nel maschio) e l'opposto grado di proliferatività post-natale (nulla nella femmina, assicurata nel maschio).
Le cellule germinali femminili diminuiscono di numero già nel differenziamento a ovociti primari. Questi avviano l'ovogenesi, ma si interrompono allo stato meiotico di diplotene, venendo racchiuse in follicoli primordiali. La scorta di follicoli alla nascita determina l'età di comparsa della menopausa: la stragrande maggioranza va comunque persa in processi di atresia, che precedono e comprendono il periodo fertile della donna: alla nascita ce ne sono un milione, appena 300 000-400 000 arrivano alla pubertà, quando la comparsa delle gonadotropine FSH e LH avvia i cicli follicolari, sincronizzandoli a quelli uterini. Dalla pubertà, ossia la ripresa dell'attività meiotica, alla menopausa, che è l'esaurimento dei follicoli, ne ovulano, con la singola cellula germinale compresa che giunge allo stato di ovocita secondario, circa 300-400. L'espulsione dell'ultimo globulo polare, con completamento della seconda divisione meiotica, avviene solo alla fecondazione.

## Negli altri animali

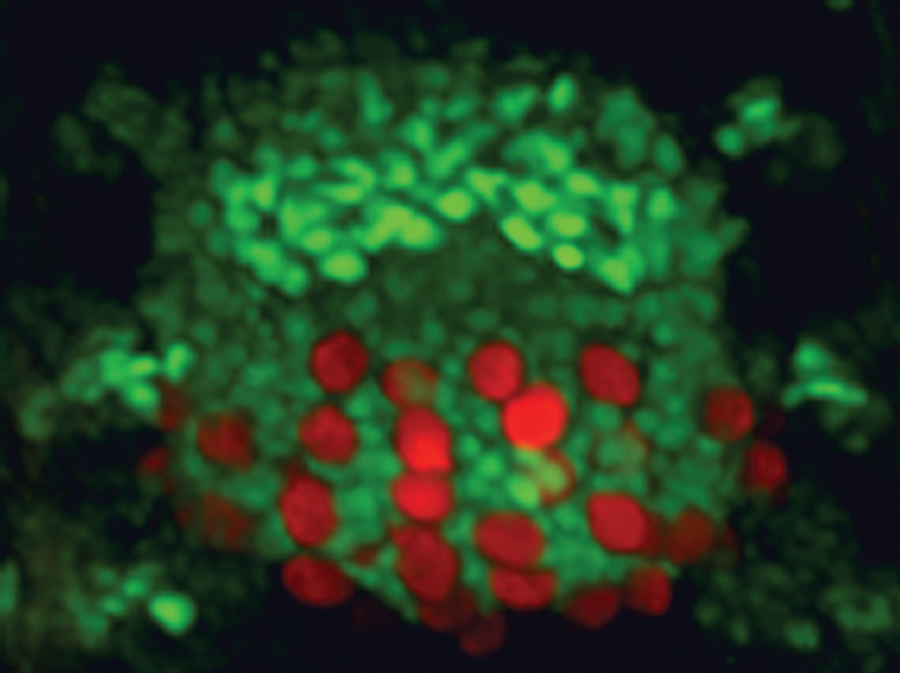
Microscopia a immunofluorescenza di un embrione dell'organismo modello della drosofila, in cui sono marcate in verde le PGC che migrano lungo l'intestino primitivo (rosso)

Modalità di sviluppo delle cellule germinali simili a quelli riscontrati nell'uomo si riscontrano in tutti i vertebrati, di cui l'embriologia è estremamente conservata. Si osservano, già a partire dai pesci come lo storione, la comparsa delle cellule germinali nei primissimi stadi dello sviluppo, la loro presenza a livello del sacco vitellino e la loro migrazione verso gli abbozzi gonadici. Nei vertebrati, tuttavia, parecchi studi hanno rivelato che le differenti linee evolutive hanno seguito strade separate nei meccanismi di induzione del carattere germinali delle cellule della blastocisti. Il differenziamento può avverarsi per azione molecolare esterna (detta epigenesi, si verifica nell'uomo e in tutti i mammiferi, ma anche in rettili come le tartarughe e anfibi come le salamandre) oppure per la distribuzione dei determinanti citoplasmatici, come mRNA e proteine, nell'ovocita (detta preformazione, caso attestato negli uccelli, in altri anfibi come le rane, ecc.). Nell'evoluzione sembra che un meccanismo escluda l'altro, nel senso che una linea lo ha adottato in conseguenza (immediata, in quanto è negata la riproduzione e la propagazione del carattere in assenza della linea germinale) alla perdita del precedente.
In molti invertebrati la presenza delle cellule germinali è sicuramente costante, in parecchie linee evolutive sono però ammesse forme di riproduzione asessuata, per cui in certe generazioni, ad esempio di spugne, gli individui si trovano in uno stato asessuato in cui non possono sviluppare cellule gametiche. Nelle generazioni a riproduzione sessuata e nelle specie che ammettono solo questa, lo sviluppo delle PGC ha caratteristiche comunque del tutto differenti da quelle dei vertebrati. Negli echinodermi, come le stelle marine, le cellule germinali sembrano avere origine endodermica. Nei celenterati può essere endodermica o ectodermica, ma notevole è l'interconvertibilità individuale fra ovogoni e spermatogoni, in quanto esistono, come in molte specie invertebrate, individui ermafroditi. Negli anellidi e nei molluschi le PGC hanno derivazione mesodermica. In generale lo sviluppo delle cellule germinali è tardivo rispetto a quello dei vertebrati e ciò le rende spesso indistinguibili dalle somatiche, specialmente se l'animale può riprodursi asessualmente. La generale assenza dell'imprinting, che subiscono molti geni correlati allo sviluppo della placenta, rende possibile la partenogenesi, per cui un individuo formato da due cellule gametiche femminili sopravvive non essendo carente di quei geni vitali introdotti nel genoma paterno e spenti in quello paterno. Ciò vale anche per molti vertebrati come le lucertole.

## Nelle piante

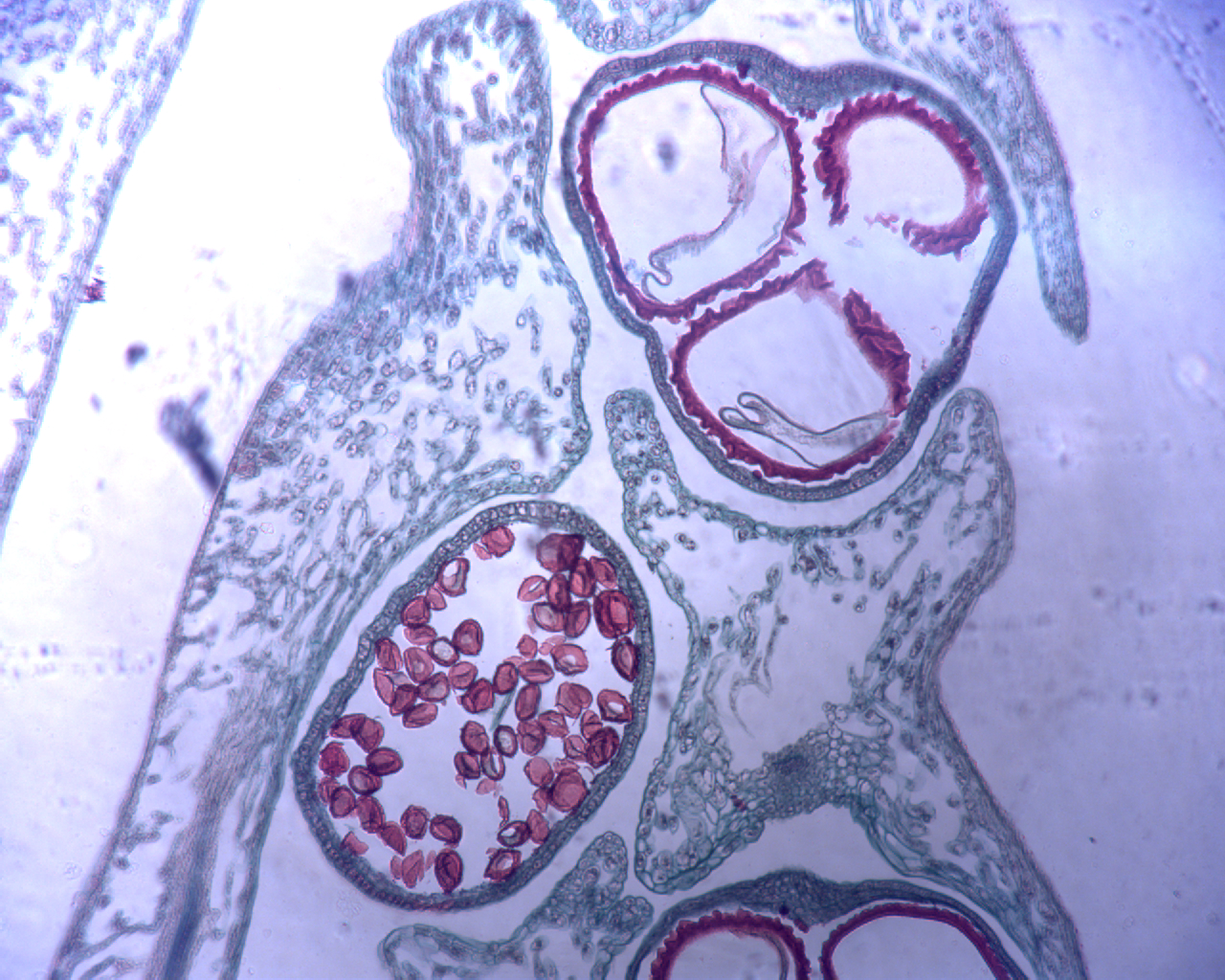
Sezione trasversale (x100) dello strobilo di una specie di Selaginella: si distinguono le macrospore nei relativi macrosporangi e le microspore (le strutture discoidali) nei rispettivi microsporangi

Le piante hanno un ciclo vitale tipico, quello aplodiplonte, che prevede l'alternanza di generazioni aploidi di gametofiti e generazioni diploidi di sporofiti. Più prevale in una pianta quest'ultimo tipo di vita, più questa tradizionalmente è stata definita evoluta: gli alberi hanno cellule diploidi, mentre nei muschi prevale nettamente la generazione gametofita. La differenza più evidente con la logica riproduttiva degli animali è la possibilità di mitosi anche da parte delle cellule aploidi, che, dunque, possono costituire una vera e propria generazione a sé stante prima di formare cellule gametiche capaci di fondersi in uno zigote. Negli sporofiti ciò avviene alla formazione del seme, evento che segna dunque il ritorno della generazione diploide. Questo vale sia per le gimnosperme sia per le angiosperme, con minime differenze che risiedono perlopiù nella struttura delle spore e dei semi.
Le cellule germinali diploidi esistono, ovviamente, solo nella generazione degli sporofiti. A differenza degli animali, il loro sviluppo non è embrionale, ma possono formarsi in qualsiasi parte della pianta, a partire dalla linea somatica, nei luoghi in cui sono presenti i cosiddetti meristemi apicali, zone ad alta proliferazione cellulare e potenzialità differenziativa. Le foglie della pianta, attraverso un complesso sistema di recezione di stimoli ambientali (durata del giorno, temperatura, esposizione al sole, ecc.) accoppiati all'espressione di particolari geni la cui efficacia sembra dipendere dal paragone con le condizioni passate (per cui avvertono, ad esempio, il passaggio da inverno a primavera), rilasciano segnali detti Ft (Flowering Locus T). Il controllo di questi è esercitato dagli Fc (Flowering Locus C), che impediscono fioriture premature, ma una volta scomparsi determinano il prevalere dell'azione degli Ft con la formazione dei meristemi floreali, quali specializzazione degli apicali. L'espressione del gene Wuschel, o WUS, segna questo passaggio. Un sistema di espressione di geni omeotici (fra cui Agamous, o AG) in regioni concentriche determina la formazione del fiore, nelle angiosperme. Negli anelli più centrali del meristema floreale si formano gli stami e le antere, che accolgono cellule germinali maschili: per meiosi queste generano le spore maschili, ossia il polline. Ancora più centralmente si formano le strutture del pistillo, dove le cellule germinali femminile producono spore femminili. Il fiore può essere ermafrodita o perfetto, oppure unisessuato o imperfetto, cioè mancante della componente femminile o maschile.
Le spore femminili restano chiuse nel gineceo mentre proliferano per mitosi (formando la macrospora), quelle maschili (microspora) lo fanno solo dopo essere state disperse e avere eventualmente raggiunto il tubo pollinico dello stigma nel pistillo. È da sottolineare che le cellule sessuali, o gameti, maschili non sono quelle del polline, che sono i loro precursori. Le mitosi di entrambe le linee di spore, porta alla selezione di un gamete maschile e uno femminile che formano il seme, di cui il resto delle cellule aploidi del gametofito viene fecondato costituendo l'endosperma, fatto dalle cellule poliploidi del tessuto di sostegno e nutrizione.

## Patologia

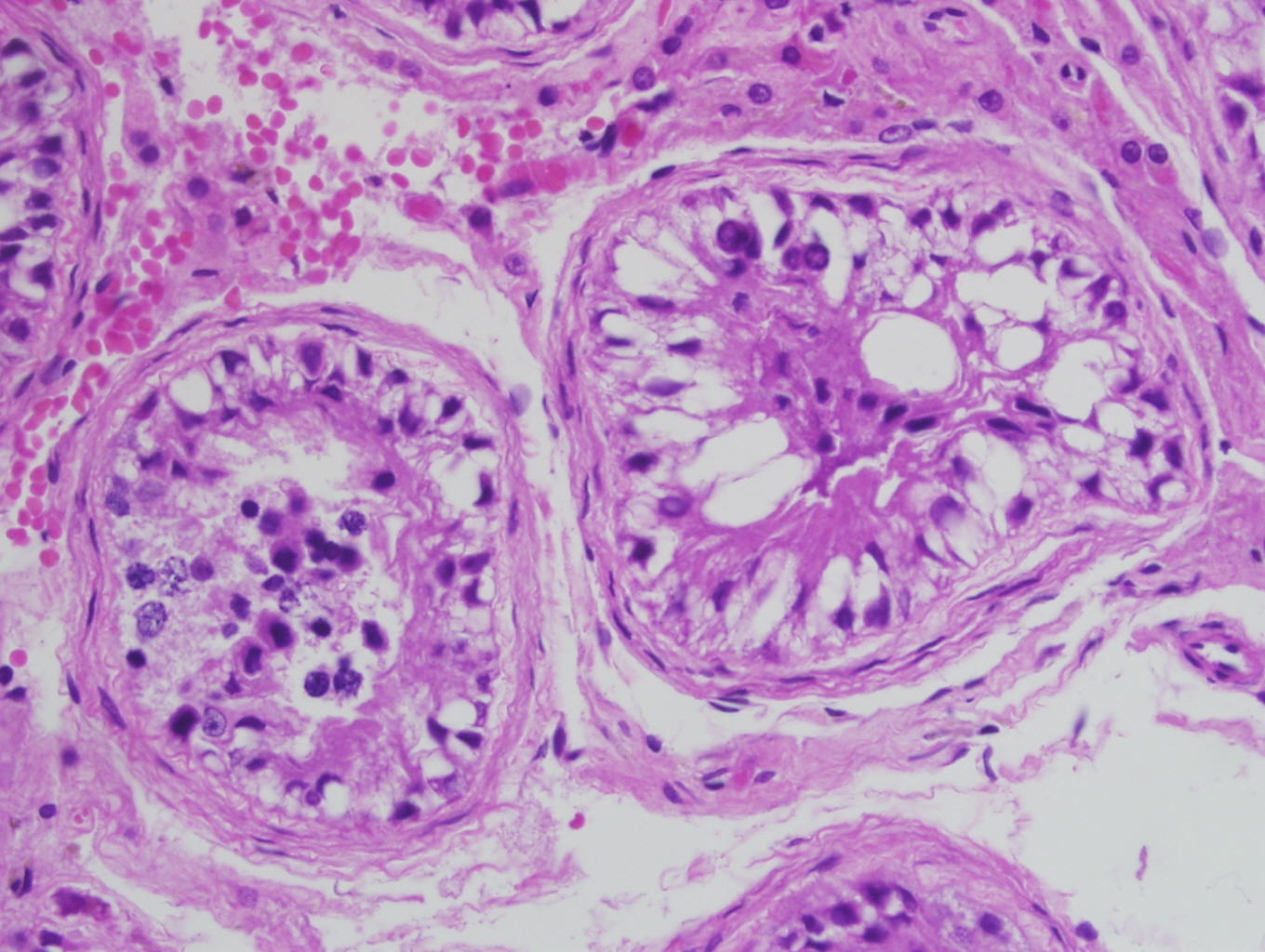
Aplasia germinale nel testicolo: i tubuli seminiferi ospitano cellule germinali che non completano la maturazione e non generano spermatozoi

Un comune quadro patologico riguardante le cellule germinali è la sterilità o l'infertilità: i loro prodotti, le cellule sessuali, o sono malfunzionanti o sono generate in quantità deficitaria se non nulla. Effetti potenziali di queste situazioni sono l'oligospermia nel maschio e ripetute anovulazioni nella femmina. Spesso queste condizioni non riguardano le cellule germinali in sé, ma le cellule dell'impalcatura della gonade che non ne consente un corretto sostentamento: l'ovaia policistica o un'orchite possono essere alla base di casi di sterilità. Altrimenti le cellule germinali possono non completare correttamente il loro processo maturativo per effetto di deficit ormonali causati da disordini dell'asse ipotalamo-ipofisi, ma anche andare incontro a distruzione per esposizione a fattori nocivi di natura meccanico-traumatica, termica, chimica (ad esempio chemioterapici) oppure a radiazioni. Esistono mutazioni a mosaico (trisomie come esempio più banale) che finiscono per interessare il tessuto germinativo della gonade. Si tratta del cosiddetto mosacismo germinale o gonadico: il genitore tende a non presentare segni clinici, ma produce cellule sessuali dal corredo cromosomico aberrante e, visto che gran parte delle aneuploidie è del tutto incompatibile con la vita, presenta difficoltà nell'ospitare o procurare una gravidanza conclusa con successo, risultando infertile. Altri casi di sterilità hanno cause scollegate alle gonadi e alle cellule germinali, per esempio endometriosi, ecc.

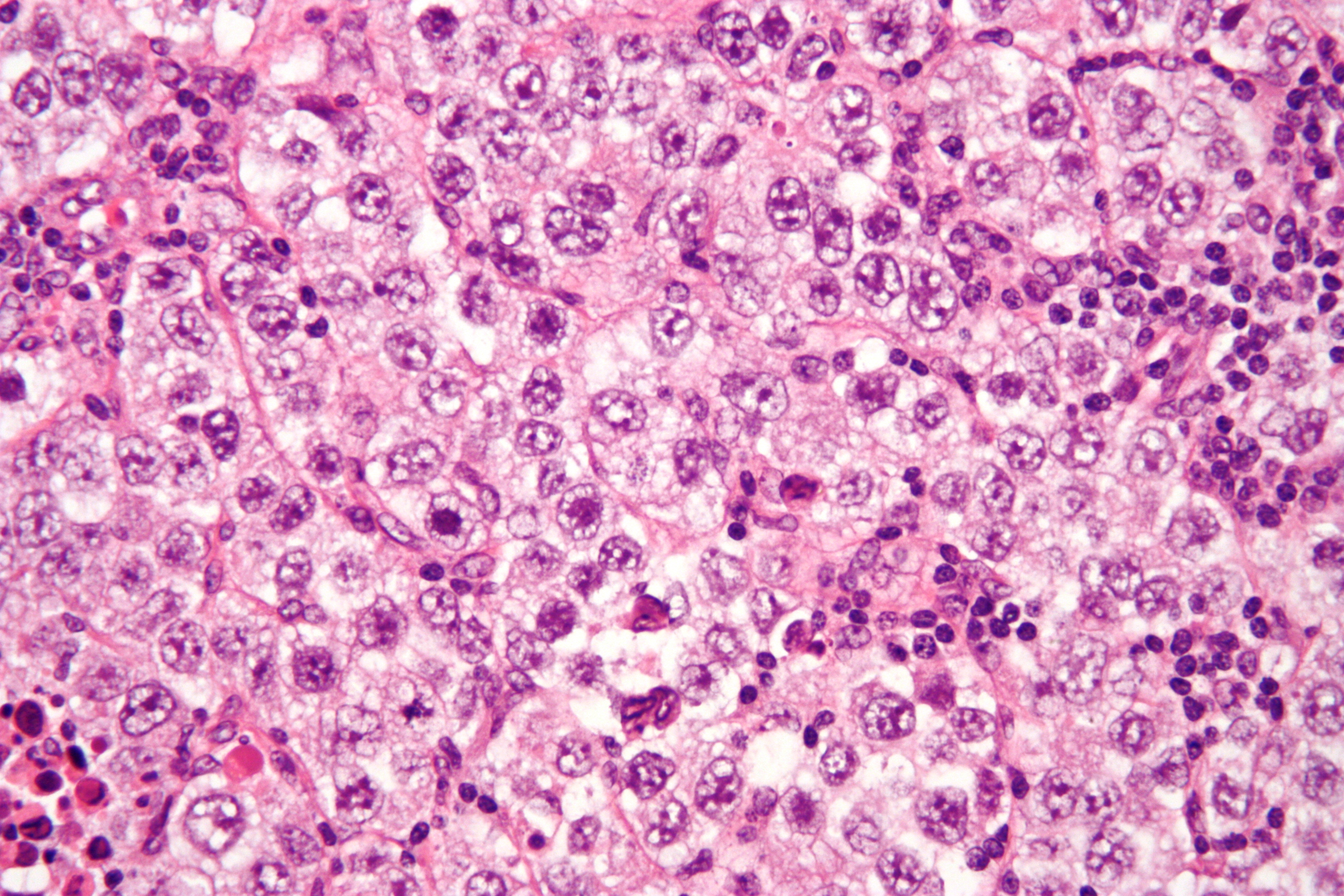
Preparato istologico di un seminoma. I germinomi puri hanno numerose caratteristiche microscopiche comuni: grandi cellule ovoidali o sferiche, con nuclei irregolari, che tendono a organizzarsi in cordoni o lamine.

Le cellule germinali non sono risparmiate dal cancro. La neoplasia maligna che le interessa viene genericamente chiamata germinoma, specificamente indicato come seminoma nel caso delle cellule germinali maschili e disgerminoma in quello delle femminili. Per germinoma, tuttavia, si intende spesso una neoplasia dell'epifisi, dove si sono introdotte per errore nella migrazione delle cellule germinali durante lo sviluppo embrionale: questa patologia si può verificare anche nel mediastino o nel retroperitoneo. Le caratteristiche biologiche differenti delle cellule germinali maschili rispetto a quelle femminili rendono le prime più esposte al cancro, per cui il seminoma è una patologia relativamente molto più frequente del disgerminoma. Le ragioni si possono ricondurre al minor numero di cellule germinali femminili già alla pubertà. L'incidenza annuale del germinoma intragonadico attestata fra i diciannovenni (età di massima incidenza del disgerminoma) è di 44,5 maschi su 1 000 000 contro 10,4 femmine su 1 000 000. La maggioranza dei casi di cancro al testicolo riguarda appunto le cellule germinali, mentre nell'ovaia si riscontra molto più di frequente il carcinoma, cioè il cancro alle cellule epiteliali di rivestimento. Va sottolineato che il nome tradizionale di questo tessuto, detto epitelio germinativo, è improprio, perché non ha nulla a che vedere con la linea delle cellule germinali femminili, ma è il risultato della modificazione del peritoneo attorno all'ovaia.
Fra infertilità e germinoma c'è una correlazione di rischio in entrambe le direzioni. Se da un lato le radioterapie, le chemioterapie e le orchiectomie sono evidenti cause di problemi di fertilità, sebbene non definitivi, ugualmente è riconosciuto che fra i maschi infertili è nettamente maggiore la probabilità di sviluppare un seminoma.